# کمد وسایل شخصی

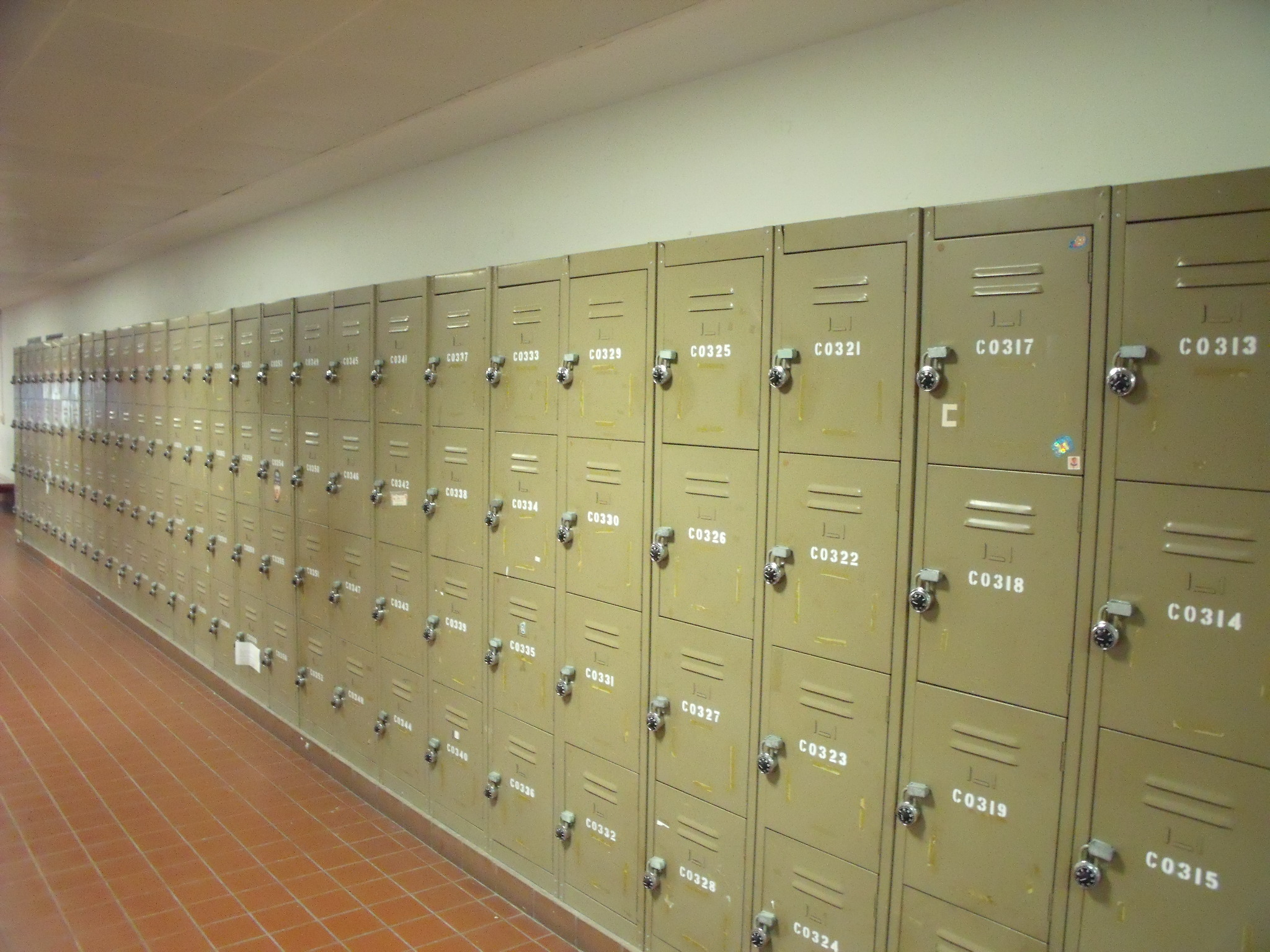

کمد وسایل شخصی، کمد رختکن، یا کمد لباس، یک گونه از کمد است که برای استفاده شخصی توسط کارکنان، کارگران، دانش‌آموزان و غیره در محیط‌های عمومی مانند رختکن استخر، مدرسه، باشگاه ورزشی، و غیره نصب می‌شود. این نوع از کمدها در سایز و رنگ‌های مختلف تولید می‌شوند و بیشتر از جنس فلز هستند و همگی یک قفل از نوع کلیدی، رمزی، قفل الکتریکی یا غیره دارند.
از این کمدها برای محافظت و نگه‌داری لوازم شخصی مانند لباس، کفش، کلاه، کیف و غیره استفاده می‌شود و آن‌ها را می‌توان حتی برای خانه هم خریداری و استفاده کرد.

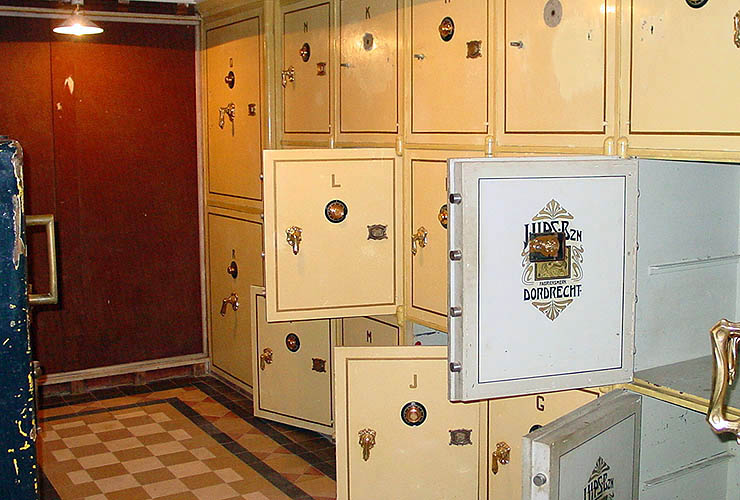
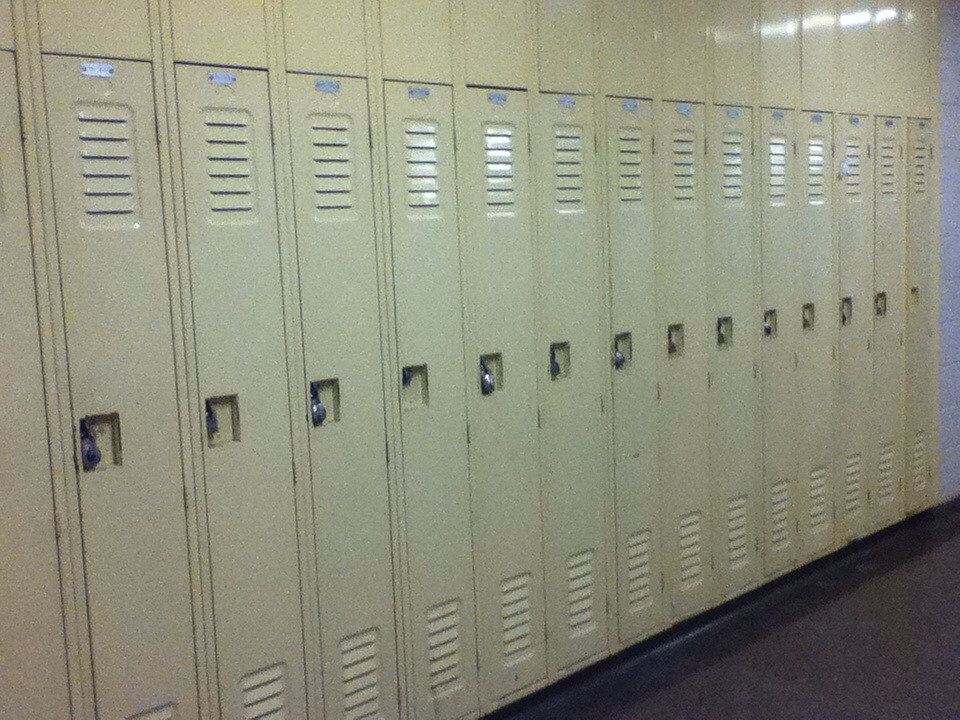
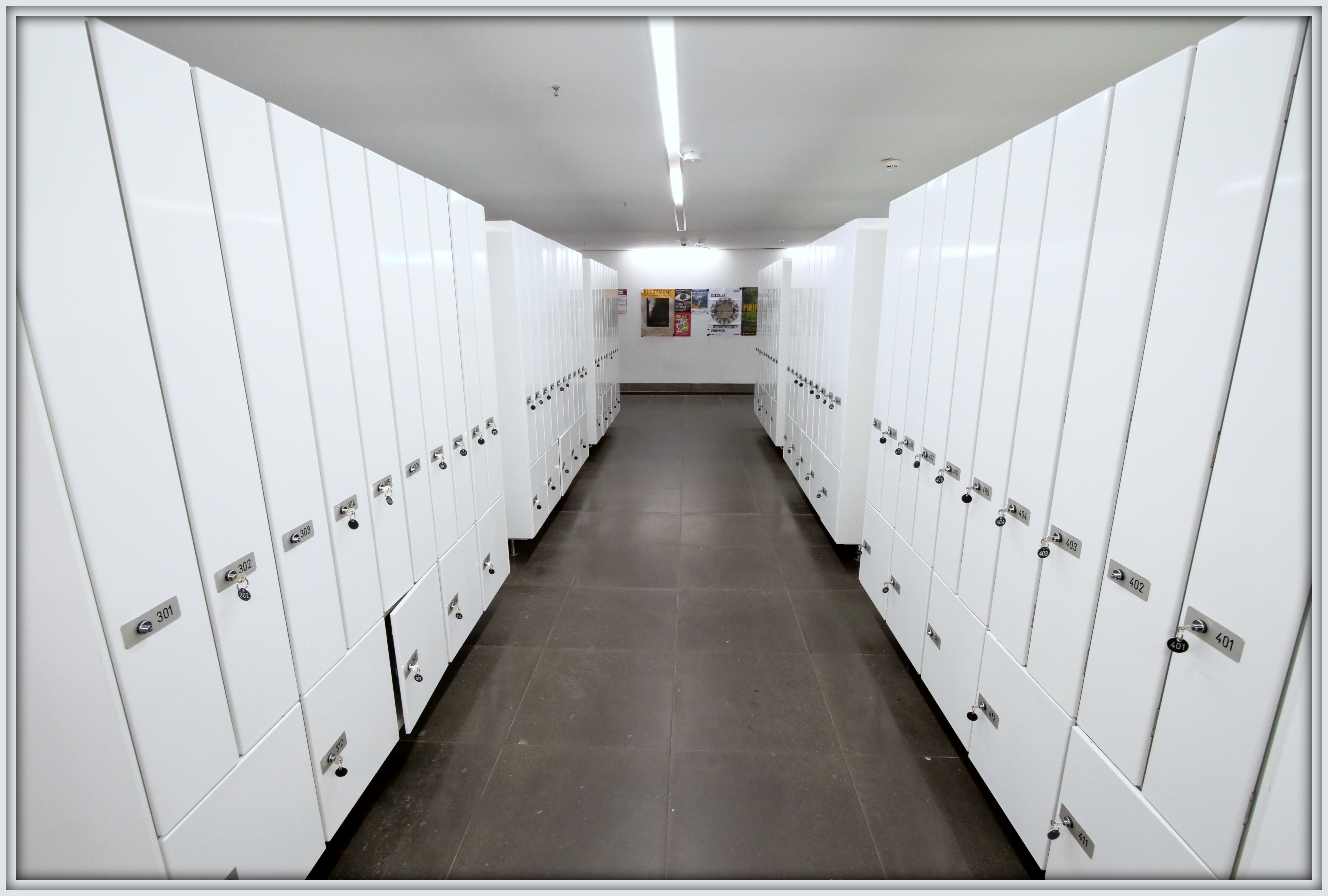
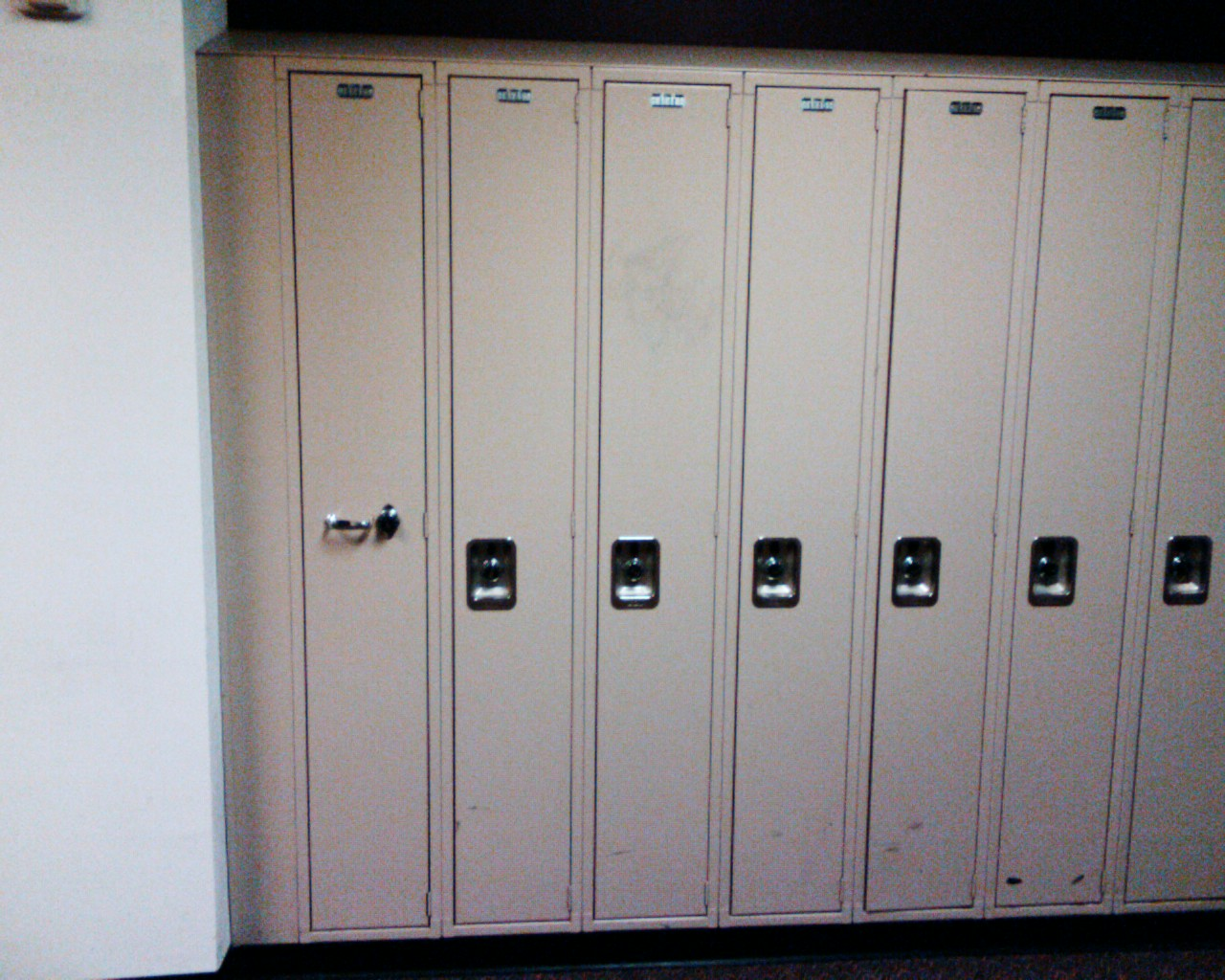